# Draft WNBA 1999
1998 2000
La draft WNBA 1999 est la cérémonie annuelle de la draft WNBA lors de laquelle les franchises de la WNBA choisissent les joueuses dont elles pourront négocier les droits d’engagement.
Le choix s'opère dans un ordre déterminé par le classement de la saison précédente, les équipes les plus mal classés obtenant les premiers choix. Sont éligibles les joueuses américaines ou scolarisées aux États-Unis allant avoir 22 ans dans l'année calendaire de la draft, ou diplômées ou ayant entamé des études universitaires quatre ans auparavant. Les joueuses « internationales » (ni nées ni ne résidant aux États-Unis) sont éligibles si elles atteignent 20 ans dans l'année suivant la draft.

## Draft 1999
La draft 1999 est organisée en plusieurs étapes. Tout d’abord, une sélection de joueuses s’opère afin de constituer les effectifs des deux nouvelles franchises intégrant la WNBA : le 15 septembre 1998, deux joueuses sont assignées pour être sélectionnées par le Lynx du Minnesota et le Miracle d’Orlando. Une draft d’expansion est ensuite organisée le 6 avril 1999 afin de constituer les effectifs complets de ces deux équipes. Enfin, un dernier tour de sélection se tient pour Minnesota et Orlando le 3 mai 1999. 
La draft régulière a lieu le 4 mai 1999 à Secaucus, (New Jersey), dans les studios de NBA Entertainment. Les Mystics de Washington obtiennent le premier choix de la draft 1999. Les Monarchs de Sacramento obtiennent le deuxième choix. Les Starzz de l'Utah obtiennent le troisième choix. La première joueuse sélectionnée est Chamique Holdsclaw.
Cette draft se tient dans un contexte particulier avec la disparition de la ligue concurrente, l'American Basketball League. Cet afflux de joueuses confirmées rend plus difficile aux joueuses issues de NCAA d'attirer l’attention des franchises WNBA qui ignorent par exemple Becky Hammon, qui signera en agent libre pour le Liberty de New York.

## Sélection des joueuses
| Rang | Joueuse       | Nationalité | Équipe WNBA       | Université/club        |
| ---- | ------------- | ----------- | ----------------- | ---------------------- |
| 1    | Kristin Folkl | États-Unis  | Lynx du Minnesota | Stanford               |
| 2    | Nykesha Sales | États-Unis  | Miracle d’Orlando | Huskies du Connecticut |

| Rang | Joueuse           | Nationalité | Équipe WNBA                                                  | Université/club      |
| ---- | ----------------- | ----------- | ------------------------------------------------------------ | -------------------- |
| 1    | Brandy Reed       | États-Unis  | Lynx du Minnesota (en provenance du Mercury de Phoenix)      | Southern Mississippi |
| 2    | Andrea Congreaves | Royaume-Uni | Miracle d’Orlando (en provenance du Sting de Charlotte)      | Mercer               |
| 3    | Kim Williams      | États-Unis  | Lynx du Minnesota (en provenance des Starzz de l'Utah)       | DePaul               |
| 4    | Kisha Ford        | États-Unis  | Miracle d’Orlando (en provenance du Liberty de New York)     | Georgia Tech         |
| 5    | Octavia Blue      | États-Unis  | Lynx du Minnesota (en provenance des Sparks de Los Angeles)  | Miami (FL)           |
| 6    | Yolanda Moore     | États-Unis  | Miracle d’Orlando (en provenance des Comets de Houston)      | Rebels d'Ole Miss    |
| 7    | Adia Barnes       | États-Unis  | Lynx du Minnesota (en provenance des Monarchs de Sacramento) | Arizona              |
| 8    | Adrienne Johnson  | États-Unis  | Miracle d’Orlando (en provenance des Rockers de Cleveland)   | Ohio State           |

| Rang | Joueuse         | Nationalité | Équipe WNBA       | Université/club                                                           |
| ---- | --------------- | ----------- | ----------------- | ------------------------------------------------------------------------- |
| 1    | Katie Smith     | États-Unis  | Lynx du Minnesota | Buckeyes d'Ohio State (en provenance du Quest de Columbus, ABL)           |
| 2    | Shannon Johnson | États-Unis  | Miracle d’Orlando | Gamecocks de la Caroline du Sud (en provenance du Quest de Columbus, ABL) |

| Rang | Joueuse              | Nationalité | Équipe WNBA            | Université/club                                                                       |
| ---- | -------------------- | ----------- | ---------------------- | ------------------------------------------------------------------------------------- |
| 1    | Chamique Holdsclaw   | États-Unis  | Mystics de Washington  | Volunteers du Tennessee                                                               |
| 2    | Yolanda Griffith     | États-Unis  | Monarchs de Sacramento | Panthers de FIU (en provenance des Condors de Chicago, ABL)                           |
| 3    | Natalie Williams     | États-Unis  | Starzz de l'Utah       | Bruins d'UCLA (en provenance du Power de Portland, ABL)                               |
| 4    | DeLisha Milton       | États-Unis  | Sparks de Los Angeles  | Gators de la Floride (en provenance du Power de Portland, ABL)                        |
| 5    | Jennifer Azzi        | États-Unis  | Shock de Détroit       | Cardinal de Stanford (en provenance des Lasers de San José, ABL)                      |
| 6    | Crystal Robinson     | États-Unis  | Liberty de New York    | Southeastern Oklahoma State University (en provenance de l'Xplosion du Colorado, ABL) |
| 7    | Tonya Edwards        | États-Unis  | Lynx du Minnesota      | Volunteers du Tennessee (en provenance du Quest de Columbus, ABL)                     |
| 8    | Tari Phillips        | États-Unis  | Miracle d’Orlando      | Knights d'UCF (en provenance de l'Xplosion du Colorado, ABL)                          |
| 9    | Dawn Staley          | États-Unis  | Sting de Charlotte     | Cavaliers de la Virginie (en provenance du Rage de Philadelphie, ABL)                 |
| 10   | Edna Campbell        | États-Unis  | Mercury de Phoenix     | Longhorns du Texas (en provenance de l'Xplosion du Colorado, ABL)                     |
| 11   | Chasity Melvin       | États-Unis  | Rockers de Cleveland   | Wolfpack de North Carolina State (en provenance du Rage de Philadelphie, ABL)         |
| 12   | Natalia Zassoulskaïa | Russie      | Comets de Houston      | Russie                                                                                |

| Rang | Joueuse                  | Nationalité | Équipe WNBA            | Université/club                                                     |
| ---- | ------------------------ | ----------- | ---------------------- | ------------------------------------------------------------------- |
| 13   | Shalonda Enis            | États-Unis  | Mystics de Washington  | Crimson Tide de l'Alabama (en provenance des Reign de Seattle, ABL) |
| 14   | Kedra Holland-Corn       | États-Unis  | Monarchs de Sacramento | Georgia (en provenance des Lasers de San José, ABL)                 |
| 15   | Debbie Black             | États-Unis  | Starzz de l'Utah       | St. Joseph's (en provenance de l'Xplosion du Colorado, ABL)         |
| 16   | Clarisse Machanguana     | Mozambique  | Sparks de Los Angeles  | Old Dominion (en provenance des Lasers de San José, ABL)            |
| 17   | Val Whiting              | États-Unis  | Shock de Détroit       | Stanford (en provenance du Reign de Seattle, ABL)                   |
| 18   | Michele Van Gorp         | États-Unis  | Liberty de New York    | Duke                                                                |
| 19   | Trisha Fallon            | Australie   | Lynx du Minnesota      | Australie                                                           |
| 20   | Sheri Sam                | États-Unis  | Miracle d’Orlando      | Vanderbilt (en provenance des Lasers de San José, ABL)              |
| 21   | Stephanie White-McCarty  | États-Unis  | Sting de Charlotte     | Purdue                                                              |
| 22   | Clarissa Davis-Wrightsil | États-Unis  | Mercury de Phoenix     | Texas (en provenance des Lasers de San José, ABL)                   |
| 23   | Mery Andrade             | États-Unis  | Rockers de Cleveland   | Old Dominion                                                        |
| 24   | Sonja Henning            | États-Unis  | Comets de Houston      | Stanford (en provenance du Power de Portland, ABL)                  |

| Rang | Joueuse                 | Nationalité | Équipe WNBA            | Université/club                                                                   |
| ---- | ----------------------- | ----------- | ---------------------- | --------------------------------------------------------------------------------- |
| 25   | Andrea Nagy             | États-Unis  | Mystics de Washington  | Panthers de FIU (en provenance du Rage de Philadelphie, ABL)                      |
| 26   | Kate Starbird           | États-Unis  | Monarchs de Sacramento | Cardinal de Stanford (en provenance du Reign de Seattle, ABL)                     |
| 27   | Adrienne Goodson        | États-Unis  | Starzz de l'Utah       | Old Dominion University (en provenance des Condors de Chicago, ABL)               |
| 28   | Ukari Figgs             | États-Unis  | Sparks de Los Angeles  | Purdue                                                                            |
| 29   | Dominique Canty         | États-Unis  | Shock de Détroit       | Crimson Tide de l'Alabama                                                         |
| 30   | Tamika Whitmore         | États-Unis  | Liberty de New York    | University of Memphis                                                             |
| 31   | Andrea Lloyd            | États-Unis  | Lynx du Minnesota      | University of Texas at Austin (en provenance du Quest de Columbus, ABL)           |
| 32   | Taj McWilliams-Franklin | États-Unis  | Miracle d’Orlando      | St. Edward's University (en provenance du Rage de Philadelphie, ABL)              |
| 33   | Charlotte Smith         | États-Unis  | Sting de Charlotte     | Tar Heels de Caroline du Nord (en provenance des Lasers de San José, ABL)         |
| 34   | Lisa Harrison           | États-Unis  | Mercury de Phoenix     | Volunteers du Tennessee (en provenance du Quest de Columbus, ABL)                 |
| 35   | Tracy Henderson         | États-Unis  | Rockers de Cleveland   | University of Georgia (en provenance du Noise de Nashville, ABL)                  |
| 36   | Kara Wolters            | États-Unis  | Comets de Houston      | Huskies du Connecticut (en provenance du Blizzard de la Nouvelle-Angleterre, ABL) |

| Rang | Joueuse             | Nationalité | Équipe WNBA            | Université/club                                                                   |
| ---- | ------------------- | ----------- | ---------------------- | --------------------------------------------------------------------------------- |
| 37   | Jennifer Whittle    | Australie   | Mystics de Washington  | Australie                                                                         |
| 38   | Amy Herrig          | États-Unis  | Monarchs de Sacramento | Hawkeyes de l'Iowa                                                                |
| 39   | Dalma Iványi        | Hongrie     | Starzz de l'Utah       | Panthers de FIU                                                                   |
| 40   | La'Keshia Frett     | États-Unis  | Sparks de Los Angeles  | University of Georgia (en provenance du Rage de Philadelphie, ABL)                |
| 41   | Astou N'Diaye       | Sénégal     | Shock de Détroit       | Southern Nazarene University (en provenance du Reign de Seattle, ABL)             |
| 42   | Carolyn Jones-Young | États-Unis  | Liberty de New York    | Tigers d'Auburn (en provenance du Blizzard de la Nouvelle-Angleterre, ABL)        |
| 43   | Sonja Tate          | États-Unis  | Lynx du Minnesota      | Red Wolves d'Arkansas State (en provenance du Quest de Columbus, ABL)             |
| 44   | Carla McGhee        | États-Unis  | Miracle d’Orlando      | Volunteers du Tennessee (en provenance du Quest de Columbus, ABL)                 |
| 45   | Angie Braziel       | États-Unis  | Sting de Charlotte     | Université de Texas Tech                                                          |
| 46   | Amanda Wilson       | États-Unis  | Mercury de Phoenix     | Lady Techsters de Louisiana Tech                                                  |
| 47   | Kellie Jolly        | États-Unis  | Rockers de Cleveland   | Volunteers du Tennessee                                                           |
| 48   | Jennifer Rizzotti   | États-Unis  | Comets de Houston      | Huskies du Connecticut (en provenance du Blizzard de la Nouvelle-Angleterre, ABL) |
| 49   | Angie Potthoff      | États-Unis  | Lynx du Minnesota      | Nittany Lions de Penn State (en provenance du Quest de Columbus, ABL)             |
| 50   | Elaine Powell       | États-Unis  | Miracle d’Orlando      | Tigers de LSU (en provenance du Power de Portland, ABL)                           |